# Пшибишев (Великопольське воєводство)
Пшибишев (пол. Przybyszew) — село в Польщі, у гміні Ольшувка Кольського повіту Великопольського воєводства.
Населення — 77 осіб (2011).
У 1975-1998 роках село належало до Конінського воєводства.

## Демографія
Демографічна структура станом на 31 березня 2011 року:
|          | Загалом | Допрацездатний вік | Працездатний вік | Постпрацездатний вік |
| -------- | ------- | ------------------ | ---------------- | -------------------- |
| Чоловіки | 37      | 8                  | 20               | 9                    |
| Жінки    | 40      | 7                  | 20               | 13                   |
| Разом    | 77      | 15                 | 40               | 22                   |